# ベレッタM92F 凶弾
『ベレッタM92F 凶弾』（-エムきゅうにエフ きょうだん）は、1990年11月9日に東映ビデオから発売されたビデオ映画作品である。東映Vシネマの一作。
静岡県にてロケが行われ、主演の岩城自身がカースタントシーンのほとんどを務めている。

## ストーリー
元F-1ドライバーの沢村（岩城滉一）は、暴力団抗争で弁護士の両親を失って以来、相棒の守口（藤タカシ）とともに横浜で闇の世界に身を投じていた。ある日、彼のもとに広域暴力団・青竜会大幹部の暗殺依頼が舞い込む。見事に依頼を果たした沢村だったが、彼らの行く手を刺客の魔手が阻む。仕事の裏には、青竜会大幹部・梶本（寺田農）を中心とした跡目争いが介在していた。守口、そして恩人を殺された沢村は、梶本一派への復讐を誓う。

## キャスト
- 沢村和彦 - 岩城滉一
- 奥山まゆみ - 村上里佳子
- 守口英次 - 藤タカシ
- 奥山厳蔵 - 加藤武
- 杉山光三 - 上田耕一
- カルロ・クローチェ - マイケル・コールマン
- カルロの秘書 - アンジェラ・ブラットホード
- 吉田忠一 - 高野真二
- 村上達夫 - 高崎隆二
- 自転車屋 - 飯島大介
- ミナコ - 小川美那子
- 金子 - 小沢仁志
- 大川 - 片岡五郎
- 安田 - 睦五朗
- 沢田 - 成瀬正孝
- 船長 - 垂水悟郎
- 梶本直也 - 寺田農
- 柳田 - 室田日出男
- その他 - 滝川健、志賀実、松本政彦

## スタッフ
- 監督 - 原隆仁
- 脚本 - 永原秀一、平野靖士
- 企画 - 黒澤満
- プロデューサー - 三浦朗、服部紹男
- 撮影 - 森勝
- 照明 - 井上幸男
- 美術 - 大嶋修一
- 録音 - 橋本泰夫
- 整音 - 小峰信雄
- 編集 - 山田真司
- キャスティング - 飯塚滋
- 助監督 - 辻井孝夫
- 製作担当 - 坂本忠久
- 音楽 - 梅林茂
- 音楽監督 - 鈴木清司
- 音楽プロデューサー - 高桑忠男
- 音響効果 - 渡部健一（東洋音響カモメ）
- ガンアドバイザー - BIG SHOT
- 技闘 - 高瀬将嗣（高瀬道場）
- 特殊メイク - 原口智生
- カースタント - TA・KA
- 衣裳 - 第一衣裳
- 装飾 - 京映アーツ
- 撮影協力 - NEW MGC、三菱自動車
- 製作協力 - セントラル・アーツ
- 製作 - 東映ビデオ、テレビ朝日

## 主題歌
- 「ZAN ZAN ZAN」
  - 作詞・作曲・唄：藤タカシ

## ソフト
- VHS：1990年11月23日
- DVD：2014年11月7日

## 小説
東映Vシネマ・オリジナルビデオノベルス『ベレッタM92F 凶弾』
著：廣田美知男 / 原案：永原秀一、平野靖士 / 発行∶勁文社